# Grande Auditório Europarque

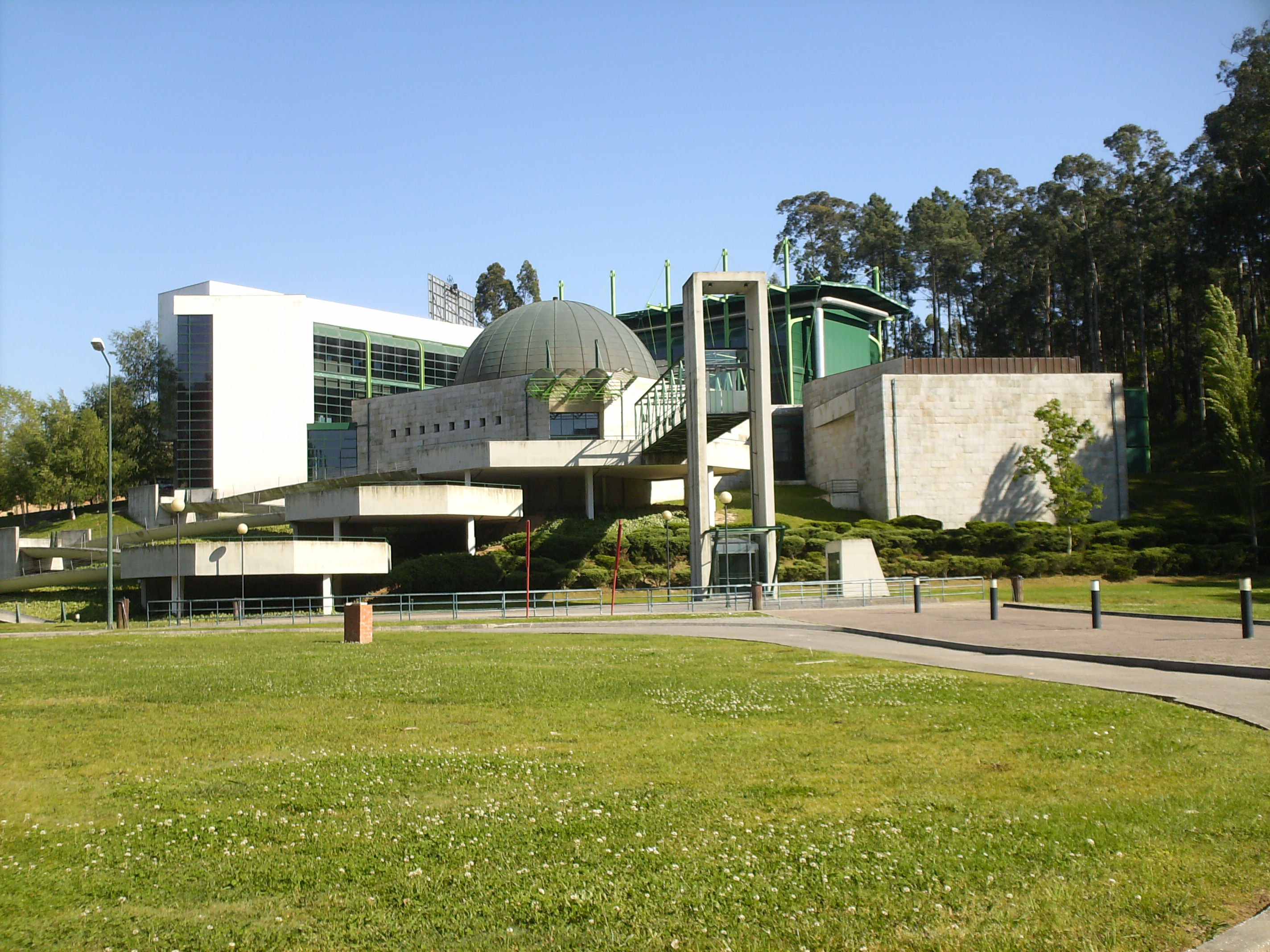
Prédio do complexo de salas do Europarque, onde está localizado o Grande Auditório.

O Grande Auditório do Europarque é o terceiro maior teatro de Portugal, está localizado na cidade do Porto. 

## Caraterísticas
Com uma capacidade única no país, o Grande Auditório do Europarque foi desenhado com particularidades específicas para o colhimento de espetáculos ao vivo, tais como óperas, espetáculos de dança e peças de teatro, mas também pode ser utilizado para projeções e reuniões corporativas. 
A sala em que se localiza o teatro tem uma área total de 4730 m2, comportando 1408 lugares, e tem especial apreço pelo conforto dos espectadores, o que é garantido por poltronas de alto padrão assegurando, assim, ótima capacidade de acolhimento.
Todas essas caraterísticas do Grande Auditório fazem-no o quarto maior teatro de Portugal, à frente do Centro Cultural de Belém, com uma capacidade para 1.429 pessoas, a seguir ao Teatro Tivoli, o qual tem uma capacidade para 1.149 pessoas. 
Mas atrás dos Coliseus do Porto e o de Lisboa, os quais possuem uma capacidade para acolher cerca de 3.000 pessoas sentadas.